# Langues magdaléniques
Les langues magdaléniques sont une branche de la famille des langues chibchanes. Elles sont parlées dans le nord de l'Amérique du Sud, en Colombie et au Venezuela.

## Membres
Les langues magdaléniques sont subdivisées en deux groupes, Nord et Sud.

### Langues magdaléniques du Nord
- l'arhuaco (ou iku) ;
- le chimila ;
- le damana (ou malayo) ;
- le kankuí (ou kankuamo), langue morte ;
- le kogui.

### Langues magdaléniques du Sud
- le barí ;
- le duit, langue morte ;
- le muisca (ou chibcha), langue morte ;
- le u'wa (ou tunebo).